# تامورا (فوكوشيما)
مدينة تامورا (بالإنجليزية: Tamura)‏ هي أحد المدن التابعة لمحافظة فوكوشيما. تأسست رسميًا في 01/03/2005. ويقدر عدد سكانها بـ 42221 نسمة حسب تقدير مكتب الإحصاء الياباني لعام 2012. تبلغ مساحة تامورا 458.3 كم2. بكثافة سكانية تبلغ 92.1 نسمة/كم2.